# توم ليونارد
توم ليونارد (بالإنجليزية: Tom Leonard)‏ هو سياسي أمريكي، ولد في 20 أبريل 1981 في فلينت في الولايات المتحدة. حزبياً، نشط في الحزب الجمهوري. وقد انتخب عضو مجلس نواب ميشيغان ‏.

## وصلات خارجية
- الموقع الرسمي